# Nikiforowo (rejon wołogodzki)
Nikiforowo (ros. Никифорово) – wieś w Rosji, w rejonie wołogodzkim obwodu wołogodzkiego. W 2010 r. liczyła 63 mieszkańców.